# Dieter Kanzleiter
Dieter Kanzleiter (* 1960 in Stuttgart) ist ein deutscher Trompeter, Arrangeur, Ensembleleiter und Komponist.

## Werdegang
Der erste professionelle Trompetenunterricht wurde von Heinz Burum erteilt. Es folgte ein Studium für Trompete an der Hochschule für Musik und Darstellende Kunst in Mannheim. Tonsatzstudien folgten an der Musikhochschule Heidelberg. Ein Aufbaustudium im Fach Komposition und Dirigieren absolvierte Kanzleiter in München.
Im Jahre 1987 erhielt Dieter Kanzleiter eine Anstellung an der Kreismusikschule Fürstenfeldbruck als Musikpädagoge für Trompete, Klavier und Keyboard.

## Tätigkeit
Nebenberuflich arbeitet Kanzleiter als Dozent bei Blechbläserseminaren. Er leitet im Raum München verschiedene Blasorchester und Bands.
Auftragsarbeiten erhält er als Komponist und Arrangeur für professionelle Ensembles, aber auch für Laienmusikgruppen.
In den vergangenen Jahren war Kanzleiter verstärkt tätig im Bereich der evangelischen Kirchenmusik (Schulungen, CD-Produktionen). Als Herausgeber von Posaunenchorliteratur liegen von ihm inzwischen zahlreiche Editionen in verschiedenen Musikverlagen vor.
Dieter Kanzleiter lebt mit seiner Frau und drei Kindern im Landkreis München.

## Werke (Auswahl)

### Einspielungen
- Amuse Gueule – Brass Quartett Fribourg, mit Jean-Francois Michel (Trompete) und Dieter Kanzleiter (Trompete), Editions Marc Reift
- Barock-Juwel – Gabrieli-Ensemble, mit Jean-Francois Michel (Trompete) und Dieter Kanzleiter (Trompete), Editions Marc Reift

### Kompositionen
- Kantate „Solang wir hoffen“ für vier Sprecher, Blechbläserensemble und Perkussion/Schlagzeug, Bcpd-Verlag

### Noteneditionen
- Swing low – Zwölf bekannte Spirituals für dreistimmigen gemischten Chor a cappella, Strube-Verlag

sowie zahlreiche Werke für Posaunenchor

### Musicals
- Eine seltsame Nachtmusik, Kinderoper mit mozärtlichen Anklängen
- Tschilp – Musical für Kinderchor und "große" Solisten
- Der Räuber Kalle Munkel – Singspiel für Kinder zum Themenkreis "Weihnachten", Strube-Verlag
- Als die Tiere Schule machten – Singspiel für Kinder zum Themenkreis "Toleranz", Strube-Verlag
- Die Schnecke Sofia – Singspiel für Kinder zum Themenkreis "Weihnachten", Strube-Verlag

| Personendaten    | Personendaten                                |
| ---------------- | -------------------------------------------- |
| NAME             | Kanzleiter, Dieter                           |
| KURZBESCHREIBUNG | deutscher Trompeter, Komponist und Arrangeur |
| GEBURTSDATUM     | 1960                                         |
| GEBURTSORT       | Stuttgart                                    |